# Західний Бахр-ель-Газаль
Західний Бахр-ель-Газаль (араб. غرب بحر الغزال Гарб Бахр аль-Газаль) — один з 10 колишніх штатів Південного Судану. Столицею штату є місто Вау. Він має площу 93 900 км² (36255 квадратних миль) і, згідно з даними суданського перепису населення, проведеного в 2008 році, є найменш населеним штатом в Південному Судані. Вона є частиною регіону Бахр-ель-Газаль.
Має вихід до кордону з Суданом і Центральноафриканською Республікою.

## Населення
У Західному Бахр-ель-Газалі, живуть в основному різні невеликі етнічні групи: дінка, баланда, луо (юр), ндого, креш і бай. Невисока густота населення сьогодні є наслідком воєн і колоніальних захоплень в XIX столітті.
Населення Західного Бахр-ель-Газалю перебувало під культурним впливом прилеглих до неї районів північної частини Судану, тому арабські звичаї, одяг, мова та іслам тут поширилися більше, ніж в інших регіонах Південного Судану. Тому Західний Бахр-ель-Газаль найбільше постраждав від Південної політики 1930-46 британського колоніального уряду, що намагався запобігти північному впливу на дану територію. Для цього населення, що проживало на півночі регіону Бахр-ель-Газаль, було переселено південніше, а ті, хто жили північніше, були відправлені на південь.

## Географія
Велику площу займає волога савана, на відміну від Північного Бахр-ель-Газалю, де переважають сухі савани.
В межах штату розташовані родовища залізної руди. Через поширення мухи цеце, яка передає хворобу нагана рогатій худобі, скотарство займає тут другорядну роль, на відміну від Північного Бахр-ель-Газалю.

## Історія
З 1919 по 1948 рік Західний Бахр-ель-Газаль належав до провінції Екваторія, у 1948 рік по 1976 рік — до провінції Бахр аль-Газаль, яка відділилась у 1948 році від Екваторії. З 1991 по 1994 рік територія Західного Бахр-ель-Газаль була частиною новоствореної держави Бахр аль-Газаль, приблизно в межах провінції Бахр аль-Газаль між 1948 і 1976 роками. 14 лютого 1994 року, Західний Бахр-ель-Газаль перетворився на штат і отримав сучасні кордони.
На виборах губернатора в 2010 році переміг Різік Захарія Хасан, кандидат від НАВС.
Західний Бахр-ель-Газаль відокремився від Судану як частина республіки Південний Судан 9 липня 2011 року.